# Ai Ueda
Ai Ueda (上田 藍, Ueda Ai) née le 26 octobre 1983 à Tokyo au Japon est une triathlète et duathlète professionnelle. Multiple championne d'Asie et du Japon de triathlon, elle remporte également le championnat du monde de duathlon en 2013.

## Biographie

### Jeunesse
Ai Ueda nait et grandit à Tokyo où ses parents exercent la profession de peintre sur kimono. Elle pratique la natation pendant sa période scolaire, elle a quatorze ans lorsqu’elle participe à une course de triathlon junior et bat le record de cette catégorie. À la fin de ses études supérieures, elle se consacre complètement au triathlon et déménage de Kyoto à Chiba. Elle remporte le championnat d'Asie dans la catégorie junior en 2003 et fait ses débuts dans les compétitions en catégorie élites la même année. 

### Carrière professionnelle
En 2005, Ai Ueda  se classe 1er triathlète élite du Japon et remporte une médaille d'argent aux Jeux asiatiques de Doha en 2006. En 2007, elle remporte le championnat national  du Japon, la presse japonaise la surnomme alors : « la fille de fer ».
Elle est sélectionnée et participe aux Jeux olympiques d'été de 2008 et termine à la 17e place. En 2012, elle est qualifiée de nouveau pour les Jeux de Londres et finit à la 39e position. En neuf années de compétition de 2002 à 2010, Ai Ueda a participé à 88 compétitions de la Fédération internationale de triathlon (ITU) et a fini 29 fois dans le « Top 10 » en remportant douze médailles d'or. Elle est classée 31e mondiale en 2010 au classement élite de l'ITU. En 2013, elle remporte les championnats du monde de duathlon en devançant la Française Sandra Levenez.

## Palmarès
Le tableau présente les résultats les plus significatifs (podium) obtenus sur le circuit national et international de triathlon et de duathlon depuis 2006.
| Année | Compétition                               | Pays           | Position           | Temps           |
| ----- | ----------------------------------------- | -------------- | ------------------ | --------------- |
| 2022  | Ironman 70.3 Waco                         | États-Unis     | Médaille d'or      | 4 h 19 min 15 s |
| 2021  | Championnat d'Asie                        | Japon          | Médaille de bronze | 2 h 10 min 37 s |
| 2019  | Coupe du monde - étape sprint de Lima     | Pérou          | Médaille d'or      | 59 min 12 s     |
| 2019  | Coupe du monde - étape de Miyasazi        | Japon          | Médaille d'or      | 1 h 59 min 32 s |
| 2019  | Championnat d'Asie                        | Corée du Sud   | Médaille d'or      | 2 h 0 min 49 s  |
| 2019  | Coupe du monde - étape d'Astana           | Kazakhstan     | Médaille d'or      | 1 h 56 min 38 s |
| 2018  | Coupe du monde - étape de Le Cap          | Afrique du Sud | Médaille d'or      | 57 min 23 s     |
| 2018  | Coupe du monde - étape de Tongyeong       | Corée du Sud   | Médaille d'or      | 59 min 39 s     |
| 2016  | Championnat du monde - Classement Général |                | Médaille de bronze |                 |
| 2016  | WTS Yokohama                              | Japon          | Médaille de bronze | 1 h 57 min 25 s |
| 2016  | Championnat d'Asie                        | Japon          | Médaille d'or      | 2 h 4 min 4 s   |
| 2016  | Coupe du monde - étape de Miyasazi        | Japon          | Médaille d'or      | 2 h 1 min 2 s   |
| 2016  | Championnat du Japon                      | Japon          | Médaille d'or      | 2 h 3 min 7 s   |
| 2015  | Championnat d'Asie                        | Taïwan         | Médaille d'or      | 2 h 9 min 23 s  |
| 2015  | Coupe du monde - étape sprint de Cozumel  | Mexique        | Médaille d'or      | 0 h 59 min 9 s  |
| 2015  | Championnat du Japon                      | Japon          | Médaille d'or      | 1 h 59 min 43 s |
| 2014  | WTS Yokohama                              | Japon          | Médaille d'argent  | 1 h 59 min 14 s |
| 2014  | Championnat d'Asie                        | Corée du Sud   | Médaille d'or      | 2 h 1 min 47 s  |
| 2013  | Championnat du Japon                      | Japon          | Médaille d'or      | 1 h 59 min 25 s |
| 2013  | Coupe du monde - étape d'Ishigaki         | Japon          | Médaille d'or      | 2 h 5 min 47 s  |
| 2012  | Championnat du Japon                      | Japon          | Médaille d'or      | Timing          |
| 2010  | Coupe du monde - étape de Huatulco        | Mexique        | Médaille d'or      | 1 h 59 min 51 s |
| 2009  | Coupe du monde - étape de Huatulco        | Mexique        | Médaille d'or      | 2 h 12 min 47 s |
| 2008  | Championnat d'Asie                        | Chine          | Médaille d'or      | 2 h 3 min 18 s  |
| 2007  | Championnat du Japon                      | Japon          | Médaille d'or      | 2 h 1 min 56 s  |
| 2006  | Jeux asiatiques - triathlon               | Qatar          | Médaille d'argent  | 2 h 4 min 4 s   |
| 2006  | Championnat d'Asie                        | Chine          | Médaille d'or      | 2 h 1 min 10 s  |

| Année | Compétition                       | Pays       | Position           | Temps           |
| ----- | --------------------------------- | ---------- | ------------------ | --------------- |
| 2023  | Championnats du monde de duathlon | Espagne    | Médaille de bronze | 1 h 0 min 4 s   |
| 2022  | Championnats du monde de duathlon | Roumanie   | Médaille de bronze | 1 h 54 min 35 s |
| 2022  | Jeux mondiaux - duathlon          | États-Unis | Médaille d'argent  | 2 h 1 min 58 s  |
| 2021  | Championnats du monde de duathlon | Espagne    | Médaille d'argent  | 2 h 0 min 30 s  |
| 2018  | Championnats du monde de duathlon | Danemark   | Médaille d'argent  | 1 h 49 min 38 s |
| 2015  | Championnats du monde de duathlon | Australie  | Médaille d'argent  | 1 h 58 min 51 s |
| 2013  | Championnats du monde de duathlon | Colombie   | Médaille d'or      | 1 h 57 min 59 s |